# 往生呪
往生呪（おうじょうしゅ）は抜一切業障根本得生浄土陀羅尼（ばついっさいごうしょうこんぽんとくしょうじょうどだらに）と呼ばれる経典の呼称。

## 概要
経典『抜一切業障根本得生浄土陀羅尼』は大蔵経の宋版、元版、明版などに所収されている。この経典は『大正蔵』第一二冊にみえる。ただし、『高麗蔵』には記録がない。
劉未の元嘉年間（424〜453）に求那祓陀羅によって訳出されたといわれた。求那践陀羅が訳出した『小無量寿経』に見えるとされているが、『小無量寿経』は唐代には失われており確認することができない。しかし、1980年代に求那祓陀羅によって訳出されたとの説が疑問視する研究が発表され、成立は宋代以降という見解が提示されている。
神呪部分は全90字で実際に読誦すべき「往生呪」に相当する部分が15句59字、残り31字が発音や句切りを指定する割り注である。また神呪部分のあとに47文字の功徳文が添えられている。
時代が下ると字句や読誦の句読に顕著な違いを生じ、明代には14句59字の形式になって定着した。
本来は浄土教的要素をもつものだが、宋代以降は禅浄一致思想が顕著になり、特に禅浄一致を志向する人々によって盛んに読誦されるようになったとされる。

## 中国仏教
中国の浄土宗においてよく唱えられている陀羅尼である。亡くなった魂を救済することができると言われている。日本では浄土宗、臨済宗、黄檗宗などで唱えらている。
この陀羅尼の方法と功徳：この往生呪を唱えるときは、三つの業（三業）を清め、つまりは沐浴し、口を漱ぎ、誠の心を持って、仏の前でお線香をあげ、正座し合掌すること。昼と夜にそれぞれ21回ずつ唱える。そうすれば四つの重罪（四重罪）つまりは（殺生(せっしょう)・偸盗( ちゅうとう)・邪淫(じゃいん)・妄語(もうご)、さらに五逆罪（父親殺し；母親殺し・阿羅漢殺し・出仏身血（すいぶつしんけつ、仏身を傷つけること、悪意で仏像を壊すことも同じ）・破和合僧（はわごうそう、六和敬を修める正法僧団をもめさせること）・謗法罪（釈迦さまが教える仏法を誹謗すること）、この他十種悪道（殺生 偸盗 邪婬 妄語 綺語 両舌 慳貪 瞋恚 邪見）も消えてなくなると言われている。大乗経典の誹謗した罪も消せると言われており、現世における一切の願いがかなうと言われている。邪悪な鬼神によって迷わされることはないとされ、もし20万回唱えれば、智慧の芽が芽生え、30万回唱えれば、自ら阿弥陀仏に会うことができると言われている。
往生呪は中国でよく唱えられる十小呪の一つである。誠の心をもって唱えれば、阿弥陀仏が常に頭上にいて守ってもらえ、仇から傷つけられることもなく、安楽を享受できると言われている。最大の功徳は仏の光が照らされ、物事が順調になり、吉兆に恵まれ、平穏に幸福であること。ただし身口意つまりは三業（さきほどあげたもの）すべて清浄である必要がある。この陀羅尼を唱えれば、現世では心が喜びにあふれ、喜びこの上なく、一切の煩悩を取り除くことができるとされている。また臨終すれば阿弥陀仏の西方極楽浄土に行けると言われている。

## 参考資料
往生呪　日本語　中国語　　
往生呪　読経
『往生呪 (往生咒)』ｵﾘｼﾞﾅﾙｿﾝｸﾞ